# Marija Trubnikowa
Marija Wasiljewna Trubnikowa (ros. Мария Васильевна Трубникова; ur. 1835 w Czycie, zm. 1897 w Tambowie) – rosyjska filantropka i feministka. Wraz z Anną Fiłosofową i Nadieżdą Stasową była jedną z pionierek pierwszego zorganizowanego ruchu praw kobiet (walczącego głównie o prawa do edukacji dla kobiet) w Rosji.

## Życiorys
Marija Trubnikowa urodziła się 6 stycznia 1835 roku w Czycie, w małżeństwie wygnanego na Syberię dekabrysty Wasilija Iwaszewa i Francuzki Camille Iwaszewy, z domu LeDantu (inna pisownia: LeDantieux,), która podążyła za Wasilijem na zesłanie i, prawdopodobnie już na Syberii, wyszła za niego za mąż. Było to małżeństwo z miłości. Istnieją także źródła, które podają, że Camille była kochanką, a nie żoną, Wasilija. Marija była drugim dzieckiem pary i pierwszym, które przeżyło niemowlęctwo. Miała trzy młodsze siostry. Rodzice poświęcali dzieciom wiele uwagi. Matka Mariji zmarła w 1839, ojciec rok później. Za powód śmierci Camille uważa się jej wątłą budowę ciała i słabe zdrowie, na których piętno odcisnął syberyjski klimat oraz wysiłek, jakim było urodzenie czwórki dzieci (niektórych przedwcześnie) w przeciągu siedmiu lat. Marija wychowywana była przez ciotkę i obracała się wśród wyższych sfer. Pod opieką ciotki otrzymała wszechstronne wykształcenie; program nauczania obejmował rosyjską kulturę, europejskie języki, literaturę i historię. W roku 1854 wyszła za Konstantyna Trubnikowa, późniejszego założyciela gazety piszącej o giełdzie papierów wartościowych, w której Marija pracowała razem z mężem. Była matką Olgi Bułanowej-Trubnikowej. Miała także trzy inne córki.
Od roku 1855 prowadziła w Sankt Petersburgu salon literacki, w którym spotykali się liberałowie, demokraci i zwolennicy radykalnych idei. Około 1859 roku poznała Annę Fiłosofową, która odwiedziła prowadzony przez Trubnikową salon literacki. Trubnikowa, która była przyjaciółką Josephine Butler i znała zachodnią literaturę feministyczną, wprowadziła Annę w tematykę feministyczną, wspólnie czytały książki i omawiały je. Obie kobiety, wraz z Nadieżdą Stasową, założyły „triumwirat”, który stał za akcjami charytatywnymi i feministycznymi oraz prowadził własny salon.
Wspólnie założyły „Towarzystwo taniego zakwaterowania i innej pomocy dla mieszkańców Sankt Petersburga”, które stosowało „nowy model pracy filantropijnej”. Towarzystwo nie rozdawało jałmużny, a tworzyło warunki, w których ubodzy mogli zdobyć zawód lub wykształcenie, co miało pozwolić im stanąć na nogi. Zgodnie z nazwą organizacja pomagała podopiecznym w znalezieniu taniego kwaterunku oraz oferowała zatrudnienie w szwalniach. Posiadała także własny budynek, prowadziła tanią stołówkę, szkołę, akademiki, sklep, miejsce, w którym zapewniano opiekę nad dziećmi, a także zatrudniała lekarza.
Wspólnie przyjaciółki walczyły o dostęp do edukacji wyższej dla kobiet, zakładając m.in. komitet organizacji kursów edukacji wyższej, w ramach którego w 1867 roku zebrano 400 podpisów pod petycją do cara Aleksandra II za pozwoleniem na dopuszczenie kobiet w grono studentów Uniwersytetu Państwowego w Sankt Petersburgu.
Wraz z Nadieżdą Stasową i Anną Engelhardt założyła pierwszą rosyjską spółdzielnię wydawniczą dla kobiet, w której Trubnikowa zajmowała się szeregiem rzeczy, w tym edytowaniem tekstów, księgowością i rekrutacją nowych członkiń. Przedsiemwzięciu przyświecała idea samopomocy; miało one umożliwiać usamodzielnienie się finansowe pracujących w niej kobiet. Spółdzielnia była zamknięta dla mężczyzn (mimo to w jej założeniu i rozwoju pomagał mąż Trubnikowej); wszelkie prace wydawnicze wykonywane były przez kobiety; zajmowały się one ilustrowaniem publikacji, tłumaczeniem, drukiem, szyciem książek i samodzielnie prowadziły sprzedaż. W czasie swojego działania od 1863 do 1879 roku spółdzielnia opublikowała czternaście książek.
Małżeństwo Trubnikowów rozpadło się w 1876 roku. Marija wyprowadziła się od męża wraz z czterema córkami pary i wyjechała za granicę. Po powrocie do Rosji, zmagająca się z problemami finansowymi, podupadająca na zdrowiu fizycznym i psychicznym Marija utrzymywała się z tłumaczeń i pisania artykułów do gazet. W tym czasie podjęła się swojego ostatniego przedsięwzięcia - było to utworzone wraz z Filosową i Stasową "Towarzystwo dla Zapewnienia Środków Wsparcia Wyższych Kursów Kobiecych". W 1878 roku zdrowie psychiczne Mariji pogorszyło się do tego stopnia, że przestała być aktywna społecznie i aktywistycznie.
Marija Trubnikova zmarła w 1897 roku w zakładzie dla chorych psychicznie w Tambowie.